# Svenska mästerskapen i friidrott 1999
Svenska mästerskapen i friidrott 1999 var uppdelat enligt nedan. 
| Evenemang   | Datum         | Arena/plats                    | Ort       | Arrangörsklubb(ar)            |
| ----------- | ------------- | ------------------------------ | --------- | ----------------------------- |
| Terräng     | 25 april      | Apladalen                      | Värnamo   | Wärnamo SK                    |
| Maraton     | 12 juni       | Start Lidingövägen Mål Stadion | Stockholm | Hässelby SK, Spårvägens FK    |
| Stafett     | 12 – 13 juni  | Finnvedsvallen                 | Värnamo   | Wärnamo SK                    |
| Lag         | 14 juli       | Gavlestadion                   | Gävle     | Gefle IF                      |
| Mångkamp    | 24 – 25 juli  | Dannfältets IP                 | Olofström | UF Contact                    |
| Stora SM    | 6 – 8 augusti | Heleneholms IP                 | Malmö     | Heleneholms IF                |
| Halvmaraton | 12 september  | Start Lidingövägen Mål Stadion | Stockholm | Fredrikshovs FI, Turebergs FK |

Tävlingarna utgjorde det 104:e svenska mästerskapet i friidrott. Detta år infördes stafett 3 x 1 500 meter för damer.

## Medaljörer, resultat

### Herrar
| Gren                     | Guld             | Guld                                                                | Guld     | Silver              | Silver                                                            | Silver   | Brons                       | Brons                                                            | Brons    |
| 100 meter                | Lion Martinez    | Huddinge AIS                                                        | 10,49    | Matias Ghansah      | Malmö AI                                                          | 10,50    | Christofer Ohlsson          | IFK Växjö                                                        | 10,50    |
| 200 meter                | Mikael Ahl       | Ullevi FK                                                           | 21,18    | Christofer Ohlsson  | IFK Växjö                                                         | 21,38    | Jimisola Laursen            | Malmö AI                                                         | 21,63    |
| 400 meter                | Jimisola Laursen | Malmö AI                                                            | 46,30    | Magnus Aare         | FI Danderyd Athletics                                             | 46,96    | Rikard Rasmusson            | Malmö AI                                                         | 47,26    |
| 800 meter                | Khaled Azerkan   | IK Tiwaz                                                            | 1:48,17  | Birger Ohlsson      | Hässelby SK                                                       | 1:48,62  | Rickard Pell                | Hammarby IF                                                      | 1:48,67  |
| 1 500 meter              | Patrik Johansson | Spårvägens FK                                                       | 3:53,15  | Jörgen Zaki         | Malmö AI                                                          | 3:54,10  | Rickard Pell                | Hammarby IF                                                      | 3:54,27  |
| 5 000 meter              | Kent Claesson    | Skillingaryds FK                                                    | 14:06,34 | Erik Sjöqvist       | Enhörna IF                                                        | 14:06,81 | Claes Nyberg                | IF Göta                                                          | 14:07,48 |
| 10 000 meter             | Alfred Shemweta  | Flemingsbergs SK                                                    | 29:21,42 | Erik Sjöqvist       | Enhörna IF                                                        | 30:08,90 | Jonas Hagelin               | Mölndals AIK                                                     | 30:22,22 |
| Halvmaraton              | Alfred Shemweta  | Flemingsbergs FK                                                    | 1:04:31  | Magnus Bergman      | Enhörna IF                                                        | 1:04:57  | Jonas Hagelin               | Mölndals AIK                                                     | 1:05:08  |
| Maraton                  | Alfred Shemweta  | Flemingsbergs FK                                                    | 2:14:52  | Anders Szalkai      | Spårvägens FK                                                     | 2:17:20  | Bjarne Thysell              | Ärla IF                                                          | 2:20:03  |
| 4 km terräng             | Claes Nyberg     | IF Göta                                                             | 11:25    | Mustafa Mohamed     | Hälle IF                                                          | 11:33    | Patrik Johansson            | Spårvägens FK                                                    | 11:37    |
| 12 km terräng            | Alfred Shemweta  | Flemingbergs SK                                                     | 36:18    | Mats Johnsson       | Enhörna IF                                                        | 38:07    | Erik Sjöqvist               | Enhörna IF                                                       | 38:16    |
| 4 km terräng lagtävling  | Hälle IF         | Mustafa Mohamed, Ahmed Mohamed, Joakim Johansson                    | 35:27    | IF Göta             | Claes Nyberg, Stefan Ljungström, Anders Nilsson                   | 35:35    | Spårvägens FK               | Patrik Johansson, Gustav Svedbrant, Johnny Jönsson               | 35:57    |
| 12 km terräng lagtävling | Enhörna IF       | Mats Johnsson, Erik Sjöqvist, Patrick Hallén                        | 1:54:41  | Flemingsbergs SK    | Alfred Shemweta, Pekka Anderman, Mehmet (Acikgöz) Abbeholm        | 1:55:52  | Hässelby SK                 | Jonny Petrén, Idris Ibrahim, Ulf Olsson                          | 1:57:21  |
| 110 meter häck           | Robert Kronberg  | IF Kville                                                           | 13,59    | Henrik Värendh      | Spårvägens FK                                                     | 14,09    | Henrik Ögren                | Östersunds GIF                                                   | 14,09    |
| 400 meter häck           | Fredrik Lindberg | Östersunds GIF                                                      | 50,42    | Fredrik Wållgren    | Mölndals AIK                                                      | 51,41    | Niklas Wallenlind           | Mölndals AIK                                                     | 51,41    |
| 3 000 meter hinder       | Ahmed Mohamed    | Hälle IF                                                            | 8:47,39  | Runar Höiom         | Alingsås IF                                                       | 8:49,06  | Johan Swärdh                | Mölndals AIK                                                     | 8:54,98  |
| 4 x 100 meter            | Malmö AI         | Mathias Sundin, Matias Ghansah, Torbjörn Mårtensson, Patrik Lövgren | 40,40    | Huddinge AIS        | Daniel Bergström, Lion Martinez, Klas Ringdahl, Anders Boyacioglu | 40,72    | Mölndals AIK                | Jakob Falkbring, Christofer Sandin, Johan Hed, Magnus Björk      | 41,39    |
| 4 x 400 meter            | Malmö AI         | Magnus Hansson, Rikard Rasmusson, Niklas Eriksson, Jimisola Laursen | 3:09,84  | Mölndals AIK        | Peter Fredriksson, Johan Hed, Fredrik Wållgren, Niklas Wallenlind | 3:12,52  | Hässelby SK                 | Magnus Wallberg, Carlos Amado, Andreas Rehnborg, Niclas Rudin    | 3:13,32  |
| 4 x 800 meter            | Hammarby IF      | Fredrik Karlsson, Daniel Norberg, Ronny Johannesson, Rickard Pell   | 7:24,60  | Turebergs FK        | Daniel Czarnecki, John Laselle, Martin Hagberg, Thomas Byrberg    | 7:25,08  | Malmö AI                    | Berna Forzelius, Joel Johansson, Tobias Andersson, Jörgen Zaki   | 7:25,28  |
| 4 x 1 500 meter          | Spårvägens FK    | Peter Öhman, Johnny Jönsson, Gustav Svedbrant, Patrik Johansson     | 15:27,77 | Hammarby IF         | Andreas Phersson, Ronny Johannesson, Per Synnerman, Rickard Pell  | 15:29,3  | Malmö AI                    | Toni Rovina, Staffan Stegmark, Rickard Andersson, Joel Johansson | 15:35,28 |
| Höjdhopp                 | Stefan Holm      | Kils AIK                                                            | 2,31     | Staffan Strand      | Hässelby SK                                                       | 2,19     | Ola Carlsson                | Örgryte IS                                                       | 2,16     |
| Stavhopp                 | Martin Eriksson  | Hässelby SK                                                         | 5,58     | Oscar Janson        | Ullevi FK                                                         | 5,38     | Patrik Kristiansson (Klüft) | Örgryte IS                                                       | 5,28     |
| Längdhopp                | Peter Häggström  | IK Ymer                                                             | 7,80     | Mattias Sunneborn   | IFK Lidingö                                                       | 7,78     | Michael Hoffer              | IFK Lidingö                                                      | 7,53     |
| Tresteg                  | Conny Malm       | Ullevi FK                                                           | 15,93    | Lars Hedman         | Ullevi FK                                                         | 15,90    | Magnus Skoglund             | Örgryte IS                                                       | 15,75    |
| Kula                     | Jimmy Nordin     | Heleneholms IF                                                      | 19,28    | Kristian Pettersson | Ullevi FK                                                         | 18,81    | Andreas Gustafsson          | IF Hagen                                                         | 18,30    |
| Diskus                   | Mattias Borrman  | Västerås FK                                                         | 57,66    | Kristian Pettersson | Ullevi FK                                                         | 57,00    | Linus Bernhult              | IF Göta                                                          | 54,49    |
| Slägga                   | Tomas Sjöström   | IF Göta                                                             | 71,65    | Per Karlsson        | IFK Växjö                                                         | 70,31    | Bengt Johansson             | Turebergs FK                                                     | 65,39    |
| Spjut                    | Patrik Bodén     | IF Göta                                                             | 79,97    | Daniel Ragnvaldsson | IFK Strömsund                                                     | 71,67    | Daniel Gustafsson           | Alingsås IF                                                      | 71,49    |
| Tiokamp                  | Michael Hoffer   | IFK Lidingö                                                         | 7 716    | Christer Holger     | Huddinge AIS                                                      | 7 344    | Patrik Melin                | Gefle IF                                                         | 7 021    |
| Lagtävling               | IF Göta          | -                                                                   | 75       | Turebergs FK        | -                                                                 | 70       | Ullevi FK                   | -                                                                | 65       |

### Damer
| Gren                    | Guld                      | Guld                                                                | Guld     | Silver             | Silver                                                                          | Silver   | Brons                       | Brons                                                          | Brons    |
| 100 meter               | Annika Amundin            | Ullevi FK                                                           | 11,73    | Erica Johansson    | Mölndals AIK                                                                    | 11,82    | Karin Jönsson               | Malmö AI                                                       | 11,89    |
| 200 meter               | Linda Hansson             | Malmö AI                                                            | 24,23    | Sofi Hildenborg    | Råby-Rekarne FI                                                                 | 24,50    | Veronica Fransson           | Hälle IF                                                       | 24,52    |
| 400 meter               | Andrea Geurtsen           | Upsala IF                                                           | 53,63    | Anna Jägre         | Hässelby SK                                                                     | 53,68    | Nadja Petersen              | Huddinge AIS                                                   | 53,75    |
| 800 meter               | Malin Ewerlöf             | Spårvägens FK                                                       | 2:00,68  | Linda Olsson       | Täby IS                                                                         | 2:03,33  | Åsa Hedström                | Hälle IF                                                       | 2:05,89  |
| 1 500 meter             | Malin Ewerlöf             | Spårvägens FK                                                       | 4:11,24  | Kristin Ahlepil    | Eksjö Södra IK                                                                  | 4:21,78  | Ulrika Johansson (Flodin)   | Rånäs 4H                                                       | 4:25,20  |
| 5 000 meter             | Marie Söderström-Lundberg | Hässelby SK                                                         | 16:20,30 | Susanne Johansson  | Hässelby SK                                                                     | 16:38,17 | Midde Hamrin                | Hässelby SK                                                    | 16:53,68 |
| 10 000 meter            | Marie Söderström-Lundberg | Hässelby SK                                                         | 33:34,04 | Midde Hamrin       | Hässelby SK                                                                     | 35:09,27 | Susanne Johansson           | Hässelby SK                                                    | 35:11,48 |
| Halvmaraton             | Marie Söderström-Lundberg | Hässelby SK                                                         | 1:12:43  | Susanne Johansson  | Hässelby SK                                                                     | 1:15:16  | Midde Hamrin                | Hässelby SK                                                    | 1:17:07  |
| Maraton                 | Marie Söderström-Lundberg | Hässelby SK                                                         | 2:36:55  | Susanne Johansson  | Hässelby SK                                                                     | 2:44:48  | Ingmarie (Nilsson) Eriksson | Hässelby SK                                                    | 2:46:00  |
| 4 km terräng            | Marie Söderström-Lundberg | Hässelby SK                                                         | 13:36    | Magdalena Thorsell | Hässelby SK                                                                     | 13:48    | Ulrica Orre                 | Hässelby SK                                                    | 13:49    |
| 8 km terräng            | Marie Söderström-Lundberg | Hässelby SK                                                         | 27:52    | Heléne Willix      | KA 1 IF                                                                         | 28:34    | Magdalena Thorsell          | Hässelby SK                                                    | 28:48    |
| 4 km terräng lagtävling | Hässelby SK               | Marie Söderström-Lundberg, Magdalena Thorsell, Ulrica Orre          | 41:13    | Hälle IF           | Åsa Hedström, Maria Elofsson, Andrea Lundkvist                                  | 42:38    | IF Göta                     | Rebecca Johansson, Karin Lindberg, Jennie Mattsson             | 44:04    |
| 8 km terräng lagtävling | Hässelby SK, lag 1        | Marie Söderström-Lundberg, Magdalena Thorsell, Camilla Benjaminsson | 1:26:04  | Hässelby SK, lag 2 | Ingmarie (Nilsson) Eriksson, Susanne Johansson, Ingela Gahne                    | 1:31:35  | IF Kville                   | Christin Johansson, Karin Schön, Eleonor Öström                | 1:33:26  |
| 100 meter häck          | Erica Johansson           | Mölndals AIK                                                        | 13,72    | Karin Jönsson      | Malmö AI                                                                        | 13,85    | Carola Jansson              | Kils AIK                                                       | 14,18    |
| 400 meter häck          | Frida Svensson            | Mölndals AIK                                                        | 56,47    | Åsa Carlsson       | Spårvägens FK                                                                   | 59,42    | Erica Mårtensson            | IFK Växjö                                                      | 59,83    |
| 4 x 100 meter           | Mölndals AIK              | Sofia Larsson, Erica Johansson, Beatrice Dahlgrgen, Linda Storkull  | 45,70    | Ullevi FK          | Lena Berntsson, Annika Amundin, Charlotta Vöcks, Sara Westman                   | 45,80    | Falu IK                     | Pernilla Allvin, Jenny Kallur, Susanna Kallur, Linda Olsson    | 46,15    |
| 4 x 400 meter           | Täby IS                   | Katarina Svensson, Petra Eklund, Monica Lundgren, Linda Olsson      | 3:40,94  | Hälle IF           | Therese Olofsson, Anna Wikström, Veronica Fransson, Åsa Hedström                | 3:43,33  | Malmö AI                    | Malin Kemi, Linda Mårtensson , Linda Hansson, Vanessa de Luca  | 3:51,39  |
| 4 x 800 meter           | Täby IS                   | Katarina Svensson, Monica Lundgren, Linda Olsson, Lena Nilsson      | 8:37,64  | Rånäs 4H           | Camilla Dahlin, Ulrika Johansson (Flodin), Helena Hafström, Alexandra Lindquist | 8:50,45  | Malmö AI                    | Vanessa de Luca, Hanna Karlsson, Martina Johansson, Malin Kemi | 8:52,27  |
| 3 x 1 500 meter         | Rånäs 4H                  | Helena Hafström, Ulrika Johansson (Flodin), Alexandra Lindquist     | 13:27,60 | Hälle IF           | Caroline Hjelm, Andrea Lundkvist, Åsa Hedström                                  | 14:02,41 | Heleneholms IF              | Sandra Pode, Lisa Haglund, Kajsa Haglund                       | 14:06,42 |
| Höjdhopp                | Kajsa Bergqvist           | Turebergs FK                                                        | 1,92     | Emelie Färdigh     | IF Göta                                                                         | 1,73     | Lena Johansson              | Hässelby SK                                                    | 1,73     |
| Stavhopp                | Hanna-Mia Persson         | Kalmar SK                                                           | 3,62     | Emma Josefsson     | IF Kville                                                                       | 3,62     | Kirsten Belin               | Kvarnsvedens GoIF                                              | 3,42     |
| Längdhopp               | Erica Johansson           | Mölndals AIK                                                        | 6,60     | Camilla Johansson  | IFK Växjö                                                                       | 6,47     | Jessica Larsson             | Hässelby SK                                                    | 6,11     |
| Tresteg                 | Camilla Johansson         | IFK Växjö                                                           | 13,68    | Laine Rohtla       | Örgryte IS                                                                      | 12,90    | Johanna Sellman             | Gefle IF                                                       | 12,81    |
| Kula                    | Linda-Marie Mårtensson    | Hässelby SK                                                         | 16,98    | Anna Söderberg     | Ullevi FK                                                                       | 16,30    | Linda Nestorsson            | Ullevi FK                                                      | 15,56    |
| Diskus                  | Anna Söderberg            | Ullevi FK                                                           | 61,42    | Annika Larsson     | Gefle IF                                                                        | 52,09    | Maria Pettersson            | Heleneholms IF                                                 | 48,99    |
| Slägga                  | Cecilia Nilsson           | IK Ymer                                                             | 59,42    | Anna Söderberg     | Ullevi FK                                                                       | 58,65    | Linda-Marie Mårtensson      | Hässelby SK                                                    | 52,95    |
| Spjut                   | Annika Petersson          | Edsbyns IF                                                          | 51,22    | Katarina Eklöf     | Gefle IF                                                                        | 50,31    | Elisabet (Nagy) Wahlander   | Alingsås IF                                                    | 48,63    |
| Sjukamp                 | Maria Richtnér            | Spårvägens FK                                                       | 5 429    | Linda Fredriksson  | Rydö ASK                                                                        | 5 311    | Andrea Geurtsen             | Upsala IF                                                      | 5 257    |
| Lagtävling              | Hässelby SK               | -                                                                   | 65       | Gefle IF           | -                                                                               | 57       | Ullevi FK                   | -                                                              | 55       |

### Fotnoter
1. ↑  Wiger 2006, s. 31.
2. ↑  Wiger 2006, s. 36.
3. ↑  Wiger 2006, s. 41.
4. ↑  Wiger 2006, s. 45.
5. ↑  Wiger 2006, s. 49.
6. ↑  Wiger 2006, s. 53.
7. ↑  Wiger 2006, s. 57.
8. ↑  Wiger 2006, s. 61.
9. ↑  Wiger 2006, s. 70.
10. ↑  Wiger 2006, s. 75.
11. ↑  Wiger 2006, s. 77.
12. ↑  Wiger 2006, s. 88.
13. ↑  Wiger 2006, s. 81.
14. ↑  Wiger 2006, s. 91.
15. ↑  Wiger 2006, s. 95.
16. ↑  Wiger 2006, s. 99.
17. ↑  Wiger 2006, s. 67.
18. ↑  Wiger 2006, s. 154.
19. ↑  Wiger 2006, s. 160.
20. ↑  Wiger 2006, s. 164.
21. ↑  Wiger 2006, s. 171.
22. ↑  Wiger 2006, s. 103.
23. ↑  Wiger 2006, s. 107.
24. ↑  Wiger 2006, s. 111.
25. ↑  Wiger 2006, s. 115.
26. ↑  Wiger 2006, s. 125.
27. ↑  Wiger 2006, s. 129.
28. ↑  Wiger 2006, s. 133.
29. ↑  Wiger 2006, s. 137.
30. ↑  Wiger 2006, s. 145.
31. ↑  Wiger 2006, s. 173.
32. ↑  Wiger 2006, s. 181.
33. ↑  Wiger 2006, s. 184.
34. ↑  Wiger 2006, s. 187.
35. ↑  Wiger 2006, s. 190.
36. ↑  Wiger 2006, s. 193.
37. ↑  Wiger 2006, s. 196.
38. ↑  Wiger 2006, s. 196.
39. ↑  Wiger 2006, s. 199.
40. ↑  Wiger 2006, s. 199.
41. ↑  Wiger 2006, s. 202.
42. ↑  Wiger 2006, s. 206.
43. ↑  Wiger 2006, s. 204.
44. ↑  Wiger 2006, s. 207.
45. ↑  Wiger 2006, s. 212.
46. ↑  Wiger 2006, s. 214.
47. ↑  Wiger 2006, s. 246.
48. ↑  Wiger 2006, s. 251.
49. ↑  Wiger 2006, s. 255.
50. ↑  Wiger 2006, s. 256.
51. ↑  Wiger 2006, s. 219.
52. ↑  Wiger 2006, s. 220.
53. ↑  Wiger 2006, s. 222.
54. ↑  Wiger 2006, s. 225.
55. ↑  Wiger 2006, s. 227.
56. ↑  Wiger 2006, s. 230.
57. ↑  Wiger 2006, s. 232.
58. ↑  Wiger 2006, s. 234.
59. ↑  Wiger 2006, s. 239.
60. ↑  Wiger 2006, s. 258.